# Sowiatowicze
Sowiatowicze (biał. Савяцевічы; ros. Савятевичи) – wieś na Białorusi, w obwodzie mińskim, w rejonie wołożyńskim, w sielsowiecie Wołożyn.
W II poł. XIX w. zamieszkiwane przez prawosławnych i katolików, z przewagą tych pierwszych. W dwudziestoleciu międzywojennym leżały w Polsce, w województwie nowogródzkim, w powiecie wołożyńskim.